# Zeda Tmogvi
Zeda Tmogvi (en georgiano: ზედა თმოგვი) es una iglesia cristiana medieval ubicada en el sur de Georgia, en la histórica región de Javakheti (ahora parte del municipio de Aspindza). El edificio existente es una basílica de tres naves, construida durante el reinado de Bagrat IV de Georgia (1027-1072) en el lugar de una iglesia anterior. Sus fachadas contienen varias inscripciones georgianas contemporáneas, que hacen mención de personas históricas de la época. Está inscrita en la lista de los Monumentos culturales inamovibles de importancia nacional de Georgia.

## Ubicación
Zeda Tmogvi, es decir, "Tmogvi superior", se encuentra en la meseta entre la fortaleza de Tmogvi y el complejo de cuevas de Vardzia, a unos 3 km al norte de esta última. La iglesia se encuentra en medio de un asentamiento, que se dejó en ruinas y decayó después de la deportación de aldeanos musulmanes locales por la Unión Soviética en 1944. No ha sido estudiada arqueológicamente. Los hallazgos ocasionales incluyen fragmentos de cerámica pulida en negro de la Edad de Bronce y lascas de obsidiana. También hay una serie de cámaras subterráneas de piedra cercanas. El topónimo Zeda Tmogvi se mencionó por primera vez en un documento fiscal otomano de 1595 y en una crónica georgiana del siglo XVIII que relata los acontecimientos de 1576 en Samtskhe.

## Diseño

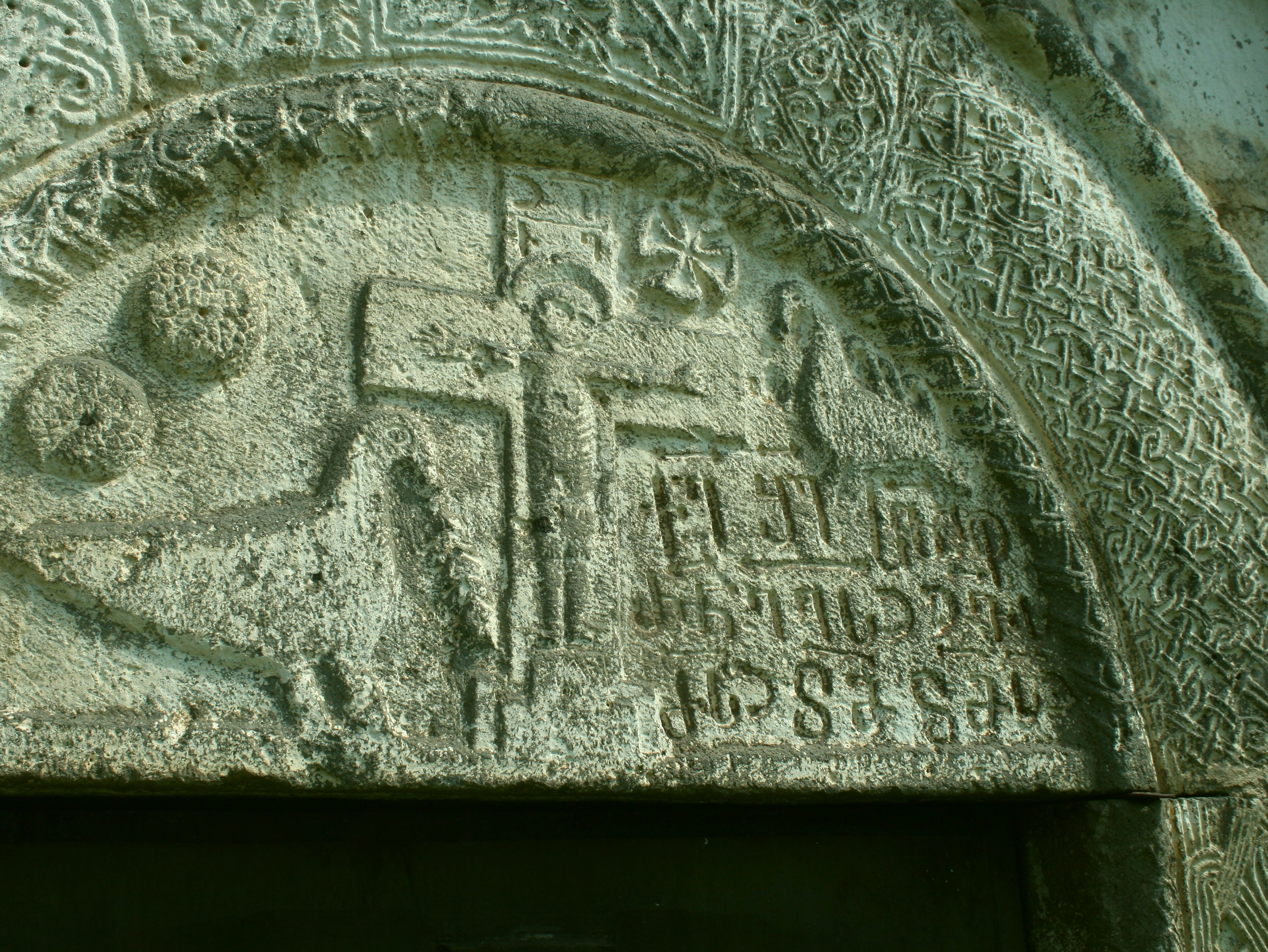
Ornamentación e inscripción en la fachada sur de la iglesia.

Zeda Tmogvi fue construida en el último cuarto del siglo XI, pero parece haber sido remodelada desde entonces. Es una basílica de tres naves construida con bloques de basalto gris cuidadosamente tallados y techados con losas de piedra. La nave central es más alta y más grande que las laterales, de las cuales está separada, a cada lado, por una arcada tripartita apoyada en un par de columnas. El muro norte incorpora una estructura más antigua: el muro sur de una pequeña iglesia de salón de los siglos VIII al IX con una puerta de entrada. La fachada sur tiene un portal, ubicado dentro de un marco rectangular y adornado con mampostería decorativa e inscripciones. Dos nichos arqueados están empotrados y tres ventanas con marcos ornamentados se cortan en la fachada este.
La iglesia contiene al menos nueve inscripciones, ejecutadas en la escritura georgiana medieval asomtavruli. Una de estas, ubicada en el portal sur, exalta al Rey Bagrat y su madre, Mariam. Otras dos inscripciones conmemoran a Parsman, eristavt-eristavi (duque de duques), un noble prominente en el reinado de Bagrat, y Jorge "el Abjasio", probablemente el hijo de Bagrat, Jorge II.